# Carl Johan Thyselius
Carl Johan Thyselius (Österhaninge, 8 giugno 1811 – Stoccolma, 11 gennaio 1891) è stato un politico svedese.
Fu primo ministro della Svezia dal 1883 al 1884.